# 星和無綫電視大獎2011
《星和無綫電視大獎2011》（StarHub TVB Awards 2011）於2011年7月16日晚在新加坡濱海金沙會議展覽中心舉行，當晚共頒發15個項目。本屆頒獎禮主持人為陳芷菁、金剛。

## 得獎名單

### 我最愛TVB電視劇集
- 《巾幗梟雄之義海豪情》

### 我最愛TVB男藝人
- 陳豪《公主嫁到》

### 我最愛TVB女藝人
- 佘詩曼《公主嫁到》

### 我最愛TVB主題曲
- 我們很好 - 林峯《摘星之旅》

### 我最愛TVB大型綜藝節目
- 《萬千星輝頒獎典禮2010》

### 我最愛TVB綜藝節目
- 《荃加福祿壽》

### 我最愛TVB熒幕情侶
- 陳豪、佘詩曼《公主嫁到》

### 最具火花搭檔獎
- 張智霖、胡杏兒《魚躍在花見》

### 最佳TVB飛躍進步男藝人
- 金剛

### 最佳TVB飛躍進步女藝人
- 唐詩詠

### 最佳笑容獎
- 陳法拉

### 最佳活力獎
- 徐子珊

### 專業精神獎
- 李司棋

### 我最愛TVB電視男角色
| 劇集               | 演員   | 角色           |
| 鐵馬尋橋           | 鄭嘉穎 | 顧堅誠／顧汝章 |
| 談情說案           | 林 峯  | 景 博          |
| 摘星之旅           | 黃宗澤 | 鍾林大         |
| 巾幗梟雄之義海豪情 | 黎耀祥 | 劉 醒          |
| 魚躍在花見         | 張智霖 | 魚至贏         |

### 我最愛TVB電視女角色
| 劇集               | 演員   | 角色   |
| 談情說案           | 楊 怡  | 徐小麗 |
| 情越雙白線         | 徐子珊 | 高麗芯 |
| 巾幗梟雄之義海豪情 | 鄧萃雯 | 鄭九妹 |
| 巾幗梟雄之義海豪情 | 陳法拉 | 劉 晴  |
| 魚躍在花見         | 胡杏兒 | 姜 羌  |

## 相關
- MY AOD我的最愛頒獎典禮2011
- 萬千星輝頒獎典禮2011